# Lekkoatletyka na Letnich Igrzyskach Olimpijskich 1948 – sztafeta 4 × 400 m mężczyzn
Sztafeta 4 × 400 metrów mężczyzn była jedną z konkurencji lekkoatletycznych rozgrywanych podczas XIV Igrzysk Olimpijskich w Londynie. Biegi eliminacyjne rozegrane zostały 6 sierpnia, zaś finał 7 sierpnia 1948 roku. Mistrzem olimpijskim w tej konkurencji została sztafeta Stanów Zjednoczonych. W rywalizacji wzięło udział 60 biegaczy z 15 reprezentacji.
Głównymi faworytami były sztafety amerykańska i jamajska, w skład której wchodzili mistrz olimpijski w biegu na 400 metrów Arthur Wint i wicemistrz Herb McKenley. Po pierwszych dwóch zmianach biegu finałowego sztafeta amerykańska wypracowała 10 metrową przewagę. Biegnący na 3. zmianie sztafety Jamajki Arthur Wint naciągnął sobie mięsień i nie ukończył biegu.  Sztafeta USA w składzie: Arthur Harnden, Clifford Bourland, Roy Cochran i Mal Whitfield wygrała wyraźnie, z przewagą ponad 4 sekund nad następną sztafetą Francji.

## Rekordy
|                   | reprezentacja     | zawodnicy                                          | czas   | data                 | miejsce      |
| ----------------- | ----------------- | -------------------------------------------------- | ------ | -------------------- | ------------ |
| Rekord świata     | Stany Zjednoczone | Ivan Fuqua, Edgar Ablowich, Karl Warner, Bill Carr | 3:08,2 | 7 sierpnia 1932(dts) | Llos Angeles |
| Rekord olimpijski | Stany Zjednoczone | Ivan Fuqua, Edgar Ablowich, Karl Warner, Bill Carr | 3:08,2 | 7 sierpnia 1932(dts) | Llos Angeles |

## Wyniki
| Poz. - pozycja |
| – rekord świata \| – rekord krajowy \| – rekord życiowy \| = – wyrównany rekord życiowy \| · – najlepszy wynik w sezonie \| = – wyrównany najlepszy wynik w sezonie \| – rekord olimpijski |
| Fn – falstart \| DNF – nie ukończył \| DNS – nie wystartował \| DSQ – zdyskwalifikowany |

### Eliminacje
15 sztafet przystąpiło do biegów eliminacyjnych. Rozegrano trzy biegi. Do finału awansowały po dwie najlepsze sztafety w każdym biegu (Q).

#### Bieg 1
| Poz. | Państwo           | Zawodnicy                                                     | Rezultat | Uwagi |
| ---- | ----------------- | ------------------------------------------------------------- | -------- | ----- |
| 1    | Stany Zjednoczone | Arthur Harnden, Clifford Bourland, Roy Cochran, Mal Whitfield | 3:12,6   | Q     |
| 2    | Włochy            | Gianni Rocca, Ottavio Missoni, Luigi Paterlini, Antonio Siddi | 3:14,0   | Q     |
| 3    | Wielka Brytania   | Leslie Lewis, Derek Pugh, Martin Pike, Bill Roberts           | 3:14,2   |       |
| 4    | Szwajcaria        | Oskar Hardmeier, Walter Keller, Max Trepp, Karl Volkmer       | 3:22,0   |       |
| –    | Irlandia          | Charles Denroche, Reggie Myles, Paul Dolan, Jimmy Reardon     | DSQ      |       |

#### Bieg 2
| Poz. | Państwo | Zawodnicy                                                           | Rezultat | Uwagi |
| ---- | ------- | ------------------------------------------------------------------- | -------- | ----- |
| 1    | Jamajka | George Rhoden, Leslie Laing, Arthur Wint, Herb McKenley             | 3:14,0   | Q     |
| 2    | Francja | Jean Kerebel, Francis Schewetta, Robert Chef d’Hôtel, Jacques Lunis | 3:17,0   | Q     |
| 3    | Kanada  | Ernie McCullough, Bill LaRochelle, Don McFarlane, Bob McFarlane     | 3:19,0   |       |
| 4    | Chile   | Carlos Silva, Jaime Itlmann, Sergio Guzmán, Gustavo Ehlers          | 3:23,8   |       |
| 5    | Turcja  | Seydi Dinçtürk, Rıza Maksut İşman, Doğan Acarbay, Kemal Horulu      | 3:35,0   |       |

#### Bieg 3
| Poz. | Państwo    | Zawodnicy                                                                        | Rezultat | Uwagi |
| ---- | ---------- | -------------------------------------------------------------------------------- | -------- | ----- |
| 1    | Finlandia  | Tauno Suvanto, Olavi Talja, Runar Holmberg, Bertel Storskrubb                    | 3:20,6   | Q     |
| 2    | Szwecja    | Kurt Lundquist, Lars-Erik Wolfbrandt, Folke Alnevik, Rune Larsson                | 3:21,0   | Q     |
| 3    | Argentyna  | Antonio Pocoví, Hermelindo Alberti, Guillermo Evans, Guillermo Ávalos            | 3:21,2   |       |
| 4    | Jugosławia | Jerko Bulić, Marko Račič, Aleksandar Ćosić, Zvonimir Sabolović                   | 3:25,4   |       |
| 5    | Grecja     | Wasilios Mawroidis, Lazaros Petropulakis, Stefanos Petrakis, Stylianos Stratakos | 3:33,0   |       |

### Finał
| Poz. | Państwo           | Zawodnicy                                                           | Rezultat |
| ---- | ----------------- | ------------------------------------------------------------------- | -------- |
| 1    | Stany Zjednoczone | Arthur Harnden, Clifford Bourland, Roy Cochran, Mal Whitfield       | 3:10,4   |
| 2    | Francja           | Jean Kerebel, Francis Schewetta, Robert Chef d’Hôtel, Jacques Lunis | 3:14,8   |
| 3    | Szwecja           | Kurt Lundquist, Lars-Erik Wolfbrandt, Folke Alnevik, Rune Larsson   | 3:16,0   |
| 4    | Finlandia         | Tauno Suvanto, Olavi Talja, Runar Holmberg, Bertel Storskrubb       | 3:24,8   |
| –    | Jamajka           | George Rhoden, Leslie Laing, Arthur Wint, Herb McKenley             | DNF      |
| –    | Włochy            | Gianni Rocca, Ottavio Missoni, Luigi Paterlini, Antonio Siddi       | DNF      |